# Ituri-esőerdő

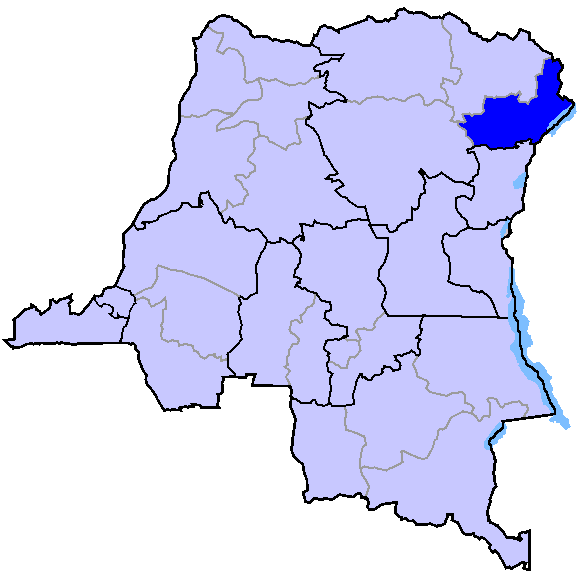
Az Ituri tartomány elhelyezkedése

Az Ituri-esőerdő a Kongói Demokratikus Köztársaság északkeleti részén, az Ituri tartományban terül el. Az erdő a közelben folyó Ituri folyóról kapta a nevét, mely az esőerdőn áthaladva összefolyik az Aruwimi folyóval, majd mintegy 1300 km-es útja végén a Kongóba ömlik. Az Ituri-esőerdő területe nagyjából 63 000 km², a 0° - 3° É és 27° - 30° K koordináták között terül el. Az erdő területén a tengerszint feletti magasság 700 (délen) és 1000 m között (északon) változik. Földrajzi határait nehéz megvonni, mivel az erdő egybeolvad a környék más erdeivel. Északon szavanna határolja, keleten a Nagy-hasadékvölgy, nyugaton és délen síkvidéki erdők. Az átlagos hőmérséklet 31 °C, az átlagos relatív páratartalom 85% (Wilkie 1987). Az esőerdőnek körülbelül 20%-án terül el az Okapi Vadrezervátum, mely a világörökség részét képezi különleges faunájával, elsősorban az okapival. Az esőerdőben mbuti pigmeusok élnek. A pigmeusok az egyenlítői esőerdőkben élő, vadászó-gyűjtögető életmódú emberek, jellegzetességük az alacsony testalkat (átlagos magasságuk kevesebb mint 1,5 m). Az itt élő mbutik száma 200 000 körülire tehető, 15-60 fős törzsekben élnek. Colin Turnbull tanulmányozta őket, munkáját „Erdei emberek” (The Forest People) címmel adta ki 1962-ben.
Az első európai, aki áthatolt az Ituri-esőerdőn, Henry Morton Stanley volt 1887-ben, Emin pasa megmentésére indított expedícióján. Az expedíció rendkívül nehéz terepviszonyok között haladt, tagjainak kétharmada odaveszett.

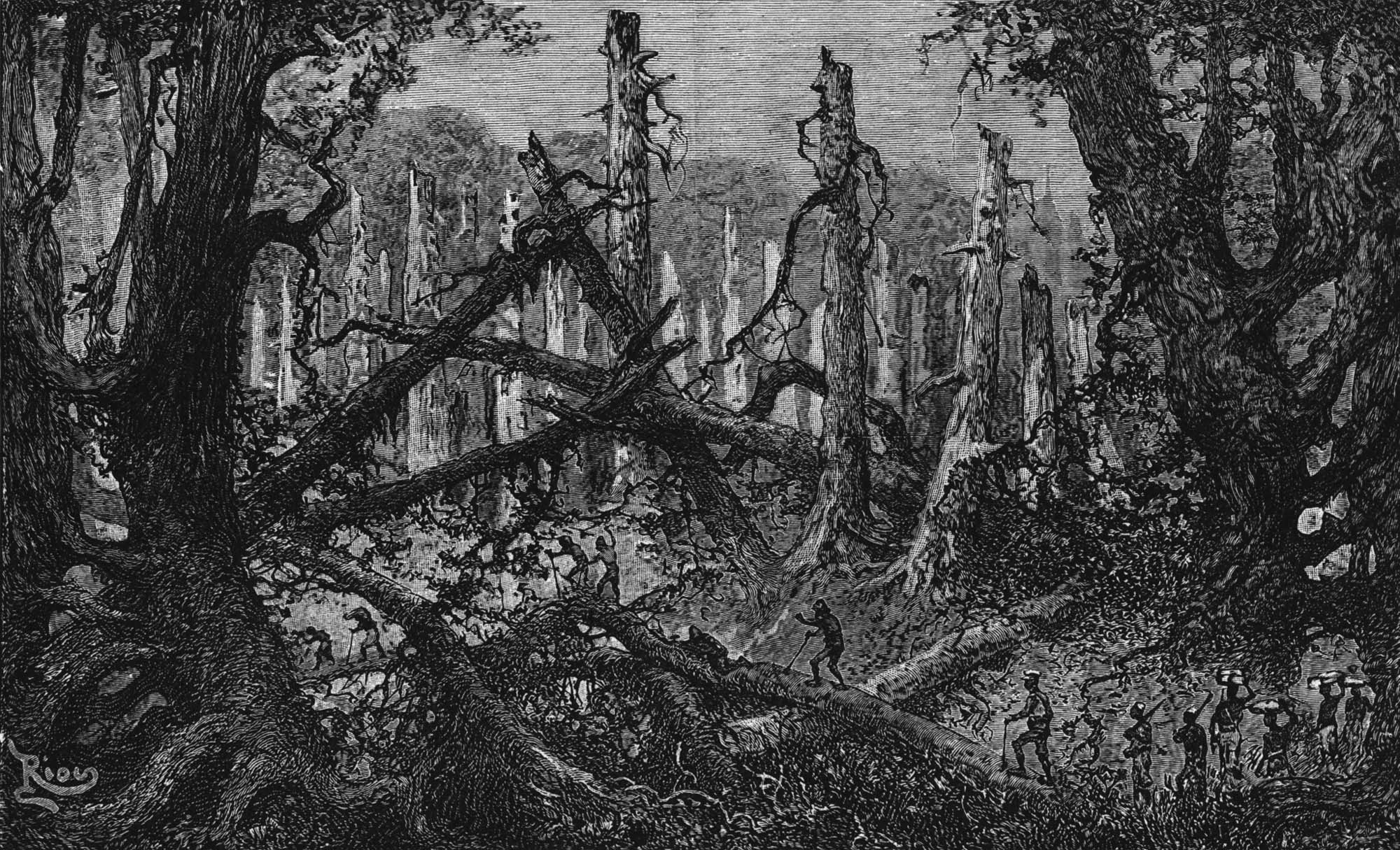
Véset Stanley könyvéből, A legsötétebb Afrikából, amint expedíciója áthalad egy tisztáson (1890)